# Copa de Reunión
La Copa de Reunión es el segundo torneo de fútbol a nivel de clubes más importante de Reunión, departamento de Francia, fue creado en el año 1957 y es organizada por la Ligue de Football de la Réunion.

## Formato
Pueden participar todos los equipos de la isla y se juega bajo un sistema de eliminación directa. 
El equipo campeón obtiene la clasificación a la Copa Confederación de la CAF.

## Finales
| Temporada | Campeón                 | Resultado        | Finalista             |
| --------- | ----------------------- | ---------------- | --------------------- |
| 1957      | Bourbon Club            | 3 - 2            | SS Franco             |
| 1958      | SS Jeanne d'Arc         | 3 - 0            | SS Juniors Dionysiens |
| 1959      | JS Saint-Pierroise      | 5 - 1            | SS Escadrille         |
| 1960      | SS Jeanne d'Arc         | 2 - 1            | JS Saint-Pierroise    |
| 1961      | SS Patriote             | 5 - 2            | Bourbon Club          |
| 1962      | JS Saint-Pierroise      | 5 - 1            | SS Saint-Louisienne   |
| 1963      | US Bénédictine          | 3 - 1            | Stade Saint Paulois   |
| 1964      | SS Saint-Louisienne     | 4 - 2            | US Bénédictine        |
| 1965      | No disputada            | No disputada     | No disputada          |
| 1966      | SS Patriote             | 2 - 1            | Bourbon Club          |
| 1967      | SS Jeanne d'Arc         | 2 - 1            | SS Patriote           |
| 1968      | SS Saint-Louisienne     | 4 - 3            | SS Jeanne d'Arc       |
| 1969      | SS Saint-Louisienne     | 5 - 1            | US Saint Joseph       |
| 1970      | SS Saint-Louisienne     | 1 - 1, 4 - 0     | CS Saint-Denis        |
| 1971      | JS Saint-Pierroise      | 1 - 0            | SS Patriote           |
| 1972      | US Bénédictine          | 3 - 1            | SS Saint-Louisienne   |
| 1973      | SS Patriote             | 2 - 1            | JS Saint-Pierroise    |
| 1974      | CS Saint-Denis          | 4 - 1            | SS Jeunesse Musulmane |
| 1975      | CS Saint-Denis          | 3 - 0            | Olympique Dionysiens  |
| 1976      | SS Patriote             | 2 - 1            | CS Saint Denis        |
| 1977      | CS Saint-Denis          | 3 - 1            | JS Saint-Pierroise    |
| 1978      | CS Saint-Denis          | 4 - 1            | SS Saint Louisienne   |
| 1979      | CS Saint-Denis          | 1 - 0            | Rivière Sport         |
| 1980      | JS Saint-Pierroise      | 1 - 0            | AS Poussins           |
| 1981      | SS Saint-Louisienne     | 2 - 0            | SS Saint-Pauloise     |
| 1982      | US Saint-André Léopards | 1 - 0            | CS Saint-Denis        |
| 1983      | FC Ouest (Saint-Paul)   | 2 - 1            | CS Saint-Denis        |
| 1984      | JS Saint-Pierroise      | 4 - 1            | SS Patriote           |
| 1985      | CS Saint-Denis          | 3 - 1            | SS Saint-Pauloise     |
| 1986      | CS Saint-Denis          | 1 - 0            | SS Saint-Pauloise     |
| 1987      | SS Saint-Louisienne     | 2 - 1            | JS Saint-Pierroise    |
| 1988      | CS Saint-Denis          | 3 - 1            | SS Gauloise           |
| 1989      | JS Saint-Pierroise      | 2 - 1            | CS Saint-Denis        |
| 1990      | SS Patriote             | 4 - 2            | JS Saint-Pierroise    |
| 1991      | US Stade Tamponnaise    | 1 - 0            | SS Saint-Pauloise     |
| 1992      | JS Saint-Pierroise      | 1 - 0            | SS Saint-Louisienne   |
| 1993      | JS Saint-Pierroise      | 3 - 1            | US Stade Tamponnaise  |
| 1994      | JS Saint-Pierroise      | 3 - 0            | US Saint André        |
| 1995      | SS Saint-Louisienne     | 1 - 0            | CS Saint-Denis        |
| 1996      | SS Saint-Louisienne     | 4 - 1            | US Stade Tamponnaise  |
| 1997      | AS Marsouins            | 2 - 2 (5-4 pen.) | JS Saint-Pierroise    |
| 1998      | SS Saint-Louisienne     | 1 - 0            | AS Marsouins          |
| 1999      | SS Saint-Louisienne     | 1 - 1 (3-1 pen.) | US Stade Tamponnaise  |
| 2000      | US Stade Tamponnaise    | 1 - 0            | AS Excelsior          |
| 2001      | SS Jeanne d'Arc         | 1 - 0            | AS Excelsior          |
| 2002      | SS Saint-Louisienne     | 3 - 2            | JS Saint-Pierroise    |
| 2003      | US Stade Tamponnaise    | 2 - 1            | SS Saint-Louisienne   |
| 2004      | AS Excelsior            | 2 - 1            | US Stade Tamponnaise  |
| 2005      | AS Excelsior            | 3 - 2            | Saint-Denis FC        |
| 2006      | Saint-Pauloise FC       | 2 - 0            | AS Excelsior          |
| 2007      | AS Marsouins            | 2 - 1            | US Stade Tamponnaise  |
| 2008      | US Stade Tamponnaise    | 1 - 0            | AS Excelsior          |
| 2009      | US Stade Tamponnaise    | 2 - 0            | SS Jeanne d'Arc       |
| 2010      | US Sainte-Marienne      | 1 - 0            | US Stade Tamponnaise  |
| 2011      | Saint-Pauloise FC       | 1 - 0            | SS Saint-Louisienne   |
| 2012      | US Stade Tamponnaise    | 1 - 0            | Saint-Denis FC        |
| 2013      | SS Saint-Louisienne     | 2 - 1            | JS Saint-Pierroise    |
| 2014      | AS Excelsior            | 2 - 1            | Saint-Pauloise FC     |
| 2015      | AS Excelsior            | 2 - 0            | JS Saint-Pierroise    |
| 2016-17   | AS Sainte-Suzanne       | 1 - 1 (5-3 pen.) | AS Marsouins          |
| 2018      | JS Saint-Pierroise      | 1 - 0            | AS Excelsior          |
| 2019      | JS Saint-Pierroise      | 1 - 0            | SS Jeanne d'Arc       |

## Títulos por club
| Club                               | Campeón | 2° | Años Campeón                                                           |
| ---------------------------------- | ------- | -- | ---------------------------------------------------------------------- |
| SS Saint-Louisienne                | 12      | 6  | 1964, 1968, 1969, 1970, 1981, 1987, 1995, 1996, 1998, 1999, 2002, 2013 |
| JS Saint-Pierroise                 | 11      | 9  | 1959, 1962, 1971, 1980, 1984, 1989, 1992, 1993, 1994, 2018, 2019       |
| CS Saint-Denis                     | 8       | 8  | 1974, 1975, 1977, 1978, 1979, 1985, 1986, 1988                         |
| US Stade Tamponnaise               | 6       | 6  | 1991, 2000, 2003, 2008, 2009, 2012                                     |
| SS Patriote (Saint-Denis)          | 5       | 3  | 1961, 1966, 1973, 1976, 1990                                           |
| AS Excelsior (Saint-Joseph)        | 4       | 5  | 2004, 2005, 2014, 2015                                                 |
| SS Jeanne d'Arc (Le Port)          | 4       | 3  | 1958, 1960, 1967, 2001                                                 |
| Saint-Pauloise FC (Saint-Paul)     | 2       | 5  | 2006, 2011                                                             |
| AS Marsouins (Saint-Leu)           | 2       | 2  | 1997, 2007                                                             |
| US Bénédictine                     | 2       | 1  | 1963, 1972                                                             |
| Bourbon Club                       | 1       | 2  | 1957                                                                   |
| US Saint André                     | 1       | 1  | 1982                                                                   |
| FC Ouest (Saint-Paul)              | 1       | -  | 1983                                                                   |
| US Sainte-Marienne                 | 1       | -  | 2010                                                                   |
| AS Sainte-Suzanne                  | 1       | -  | 2017                                                                   |
| SS Franco                          | -       | 1  | -----                                                                  |
| SS Juniors Dionysiens              | -       | 1  | -----                                                                  |
| SS Escadrille                      | -       | 1  | -----                                                                  |
| Stade Saint Paulois                | -       | 1  | -----                                                                  |
| US Saint Joseph                    | -       | 1  | -----                                                                  |
| SS Jeunesse Musulmane              | -       | 1  | -----                                                                  |
| Olympique Dionysiens (Saint-Denis) | -       | 1  | -----                                                                  |
| Rivière Sport                      | -       | 1  | -----                                                                  |
| AS Poussins                        | -       | 1  | -----                                                                  |
| SS Gauloise                        | -       | 1  | -----                                                                  |